# Hijokaidan
Hijokaidan (яп. 非常階段 хидзё:кайдан) — японская нойз-группа, созданная в 1979 году гитаристом Дзёдзё (JOJO) Хиросигэ, владельцем лейбла Alchemy Records. Постоянными её участниками, помимо Дзёдзё, являются его жена Дзюнко и Тосидзи Микава.
Первые выступления Hijokaidan часто сопровождались различными эпатажными перформансами.

## История
Hijōkaidan создана в 1979 году в Киото как сайд-проект участников Rasenkaidan Дзёдзё Хиросигэ и Наоки Дзуси (яп. 頭士奈生樹). Они сыграли джем-сэшн в студии, на которой присутствовал член Rasenkaidan Кэнъити Такаяма (яп. 高山謙一). После этого Такаяма сказал: «Это не Rasenkaidan (螺旋階段, с яп. — «винтовая лестница»), это больше похоже на Hijōkaidan (非常階段, с яп. — «аварийная лестница»)».
В этом составе Hijōkaidan дважды выступали вживую и записали несколько альбомов. В конце года Дзуси ушёл, а Дзёдзё решил бросить все свои музыкальные проекты (Hijōkaidan, Rasenkaidan и Ultra Bidet). Такаяма и Дзуси ненадолго продолжили играть в Rasenkaidan, а Такаяма позже образовал группу Idiot O’Clock.
Весной 1980 года Дзёдзё создал новую группу под названием Фусёку-но Мэри (яп. 腐食のマリィ) для исполнения песен в стиле Hawkwind. Первоначально в состав группы входили Дзёдзё, Тосиюки Ока (Ока), Кацухиро Накадзима (Дзукэ), Масако Сигэсуги (Мако), Акира Итигути (Ити) и Тосидзи Микава.
В июне 1980 года Фусёку-но Мэри пригласили выступить в ACB Hall в Синдзюку, Токио, на мероприятие «Ночь небесной инъекции» (яп. 天国注射の夜), спонсируемое журналом Heaven и организованное Тори Кудо. По ошибке группу объявили как Hijōkaidan, и Дзёдзё решил в дальнейшем использовать это название. После выступления в ACB Hall коллектив покинула Масако Сигэсуги. Дзёдзё неоднократно прослушивал кассету с записью этого выступления и рассматривал возможность её выпуска. Уже в августе он познакомился с Наото Хаяси (яп. 林直人), который основал независимый лейбл Unbalance Records, и договорился с ним о релизе концертной записи. Перед этим он связался с Дзукэ и Окой и спросил, хотят ли они продолжить играть в группе. Позже он узнал, что они собираются покинуть её.
3 ноября Hijōkaidan в новом составе выступила в Содзододзё в Осаке. Выступление началось с кавера на песню «It’s a Rainy Day, Sunshine Girl» группы Faust, а затем перешло в свободную нойз-импровизацию.

## Alchemy Records
Alchemy Records — звукозаписывающий лейбл из Осаки, специализирующийся на нойз-музыке, экспериментальной музыке и психоделическом роке. Основателем лейбла является Дзёдзё Хиросигэ. Alchemy Records выпускал альбомы Hijokaidan, Balzac, Hanatarash, Masonna, Incapacitants, Borbetomagus, Merzbow и многих других. До апреля 2008 года у Alchemy Records также был музыкальный магазин в Amerikamura в Осаке.

## Дискография
См. англоязычную статью — Hijokaidan discography